# Forchheim (Oberfr)
Forchheim (Oberfr) (niem.: Bahnhof Forchheim (Oberfr)) – stacja kolejowa w Forchheim, w kraju związkowym Bawaria, w Niemczech. To największa stacja kolejowa w mieście Forchheim w Górnej Frankonii. Znajduje się na linii kolejowej Norymberga – Bamberg i jest punktem początkowym linii kolejowej Forchheim – Behringersmühle, która służy jako regularne połączenie do Ebermannstadt. Linia lokalna do Höchstadt an der Aisch, która również rozgałęzia się w Forchheim, została zamknięta w 2005 roku i od tego czasu jest rozebrana. Oprócz stacji kolejowej Forchheim w Kersbach znajduje się przystanek miejski. Stacja Forchheim i przystanek Kersbach zostały włączone do sieci kolei miejskiej S-Bahn w Norymberdze od grudnia 2010 roku.
Według DB Station&Service ma kategorię 4.

## Położenie
Stacja znajduje się około jednego kilometra na południowy wschód od starego miasta na północ od Wiesent, która wpada do Regnitz w Forchheim. Najbliższe przystanki dalekobieżne znajdują się w Bambergu na północy i Erlangen na południu.

## Historia
Wraz z otwarciem odcinka Ludwig-Süd-Nord-Bahn z Norymbergi do Bambergu 1 lutego 1844 Forchheim został połączony z niemiecką siecią kolejową, a ruch pasażerski rozpoczął się miesiąc później. 1 czerwca 1891 otwarto odgałęzienie do Ebermannstadt w Forchheim, które później było kontynuowane do Heiligenstadt in Oberfranken i Behringersmühle. W 1892 roku oddano do użytku kolejną linię, która prowadziła przez Hemhofen do Höchstadt an der Aisch. Linia do Höchstadt została zamknięta w 1984 roku dla ruchu pasażerskiego. W międzyczasie planowano reaktywować linię jako część miejskiej kolei Erlangen, ale nie udało się to w 2002 roku. W rezultacie linia została całkowicie zamknięta w 2005 roku i przeprojektowana w 2008 roku. Tory zostały już zdemontowane. Wraz z czterotorową rozbudową linii z Norymbergi do Bambergu stacja została przebudowana i rozbudowana.
W październiku i listopadzie 2018 tory od 1 do 3 na stacji wróciły do użytku. W głowicy północnej następuje przejście na główną linię istniejącej dwutorowej linii z/do Bambergu.

## Linie kolejowe
- Linia Norymberga – Bamberg
- Linia Forchheim – Behringersmühle
- Linia Forchheim – Höchstadt – linia zlikwidowana

## Infrastruktura
Do około 1990 roku tor 1 prowadziła bezpośrednio ze stacji do Höchstadt, podczas gdy tor 5 prowadziła bezpośrednio ze stacji do Behringersmühle. Most Trubbach na południe od stacji kolejowej był pierwotnie zaprojektowany z czterema torami. W ramach prac remontowych dwa zewnętrzne tory mostu zostały zamknięte, a tory 1 i 5 w rejonie stacji zostały wkręcone bezpośrednio w główną linię prowadzącą do Norymbergi. Tor peronu 1 został później zdemontowany. W trakcie prac budowlanych S-Bahn tor 1 został ponownie zamontowany kilka lat później jako boczny tor dla pociągów kończących się w Forchheim, ale nie był już połączony na północy z Bambergiem. W ramach przebudowy stacji Forchheim w ramach czterotorowej rozbudowy linii kolejowej Norymberga – Bamberg stacja Forchheim zostanie rozbudowana do ośmiu torów z nowym układem torów, z których pięć to tory peronowe.
Pociągi regionalne zatrzymują się na torach 1 i 7, pociągi S-Bahn na torach 4 i 5, a pociągi do Ebermannstadt na torze 8. Pozostałe trzy tory bez peronu są wykorzystywane do ruchu dużych prędkości i towarów.

## Połączenia
Forchheim jest obsługiwane wyłącznie przez regionalne linie ekspresowe obsługiwane przez Deutsche Bahn AG w ruchu regionalnym. Linię kolei regionalnej przejmuje prywatna kolej Agilis. Dwie linie kolejki S-Bahn w Norymberdze kursują do Forchheim co 20/40 minut.
| Linia | Trasa                                                                                           | Trasa                                                                                           | Trasa                                                                                           | Takt                | Jednostka pojazdu                                                |
| ----- | ----------------------------------------------------------------------------------------------- | ----------------------------------------------------------------------------------------------- | ----------------------------------------------------------------------------------------------- | ------------------- | ---------------------------------------------------------------- |
| RE 42 | Franken-Thüringen-Express: Nürnberg – Fürth – Erlangen – Forchheim – Hirschaid – Bamberg        | – Lichtenfels – Saalfeld – Jena – Leipzig                                                       | – Lichtenfels – Saalfeld – Jena – Leipzig                                                       | Co dwie godziny     | Baureihe 442 (Talent 2)                                          |
| RE 20 | Franken-Thüringen-Express: Nürnberg – Fürth – Erlangen – Forchheim – Hirschaid – Bamberg        | – Schweinfurt – Würzburg                                                                        | – Schweinfurt – Würzburg                                                                        | Co dwie godziny     | Baureihe 442 (Talent 2)                                          |
| RE 49 | Franken-Thüringen-Express: Nürnberg – Fürth – Erlangen – Forchheim – Hirschaid – Bamberg        | – Lichtenfels                                                                                   | – Coburg – Sonneberg                                                                            | Co dwie godziny     | Baureihe 442 (Talent 2)                                          |
| RE 14 | Franken-Thüringen-Express: Nürnberg – Fürth – Erlangen – Forchheim – Hirschaid – Bamberg        | – Lichtenfels                                                                                   | – Kronach – Saalfeld                                                                            | Co dwie godziny     | Baureihe 442 (Talent 2)                                          |
| RE 19 | Franken-Thüringen-Express: Nürnberg – Fürth – Erlangen – Forchheim – Hirschaid – Bamberg        | – Coburg (– Sonneberg)                                                                          | – Coburg (– Sonneberg)                                                                          | Co dwie godziny     | BR 193+Wagon piętrowy                                            |
| RB 26 | Forchheim – Bamberg (– Breitengüßbach – Ebern)                                                  | Forchheim – Bamberg (– Breitengüßbach – Ebern)                                                  | Forchheim – Bamberg (– Breitengüßbach – Ebern)                                                  | pojedyncze pocuiągi | Baureihe 650 (Regio-Shuttle RS1)                                 |
| RB 22 | (Lichtenfels – Bamberg –) Forchheim – Ebermannstadt                                             | (Lichtenfels – Bamberg –) Forchheim – Ebermannstadt                                             | (Lichtenfels – Bamberg –) Forchheim – Ebermannstadt                                             | co godzinę          | Baureihe 650 (Regio-Shuttle RS1)                                 |
| S 1   | Forchheim – Erlangen – Fürth – Nürnberg – Lauf – Hersbruck                                      | Forchheim – Erlangen – Fürth – Nürnberg – Lauf – Hersbruck                                      | Forchheim – Erlangen – Fürth – Nürnberg – Lauf – Hersbruck                                      | co godzinę          | Baureihe 442 (Talent 2) u. 1440-Garnituren (Coradia/Continental) |
| S 1   | Bamberg – Hirschaid – Forchheim – Erlangen – Fürth – Nürnberg – Lauf – Hersbruck – Hartmannshof | Bamberg – Hirschaid – Forchheim – Erlangen – Fürth – Nürnberg – Lauf – Hersbruck – Hartmannshof | Bamberg – Hirschaid – Forchheim – Erlangen – Fürth – Nürnberg – Lauf – Hersbruck – Hartmannshof | co godzinę          | Baureihe 442 (Talent 2) u. 1440-Garnituren (Coradia/Continental) |